# Esplai
Un esplai, centre d'esplai, club d'esplai o grup d'esplai és una associació voluntària sense ànim de lucre que treballa per a l'educació en el lleure d'infants i joves. És considerada una opció d'educació no formal.

## Funcionament i activitats
Una entitat d'esplai pot abastar alhora diverses formes de funcionament com ara extraescolars, casals d'estiu, colònies i campaments, i normalment oferta sempre el que popularment s'entén com a esplai: una activitat setmanal d'unes 3 hores de duració en el cap de setmana, on els infants i joves realitzen diverses activitats dinamitzades pel monitor, que a través de les seves accions els serveix de referent. D'aquesta manera s'aconsegueix la transmissió d'uns valors, normes i actituds que estan consensuades entre l'equip de monitors i plasmades en un ideari propi de cada entitat. Totes les activitats realitzades per un esplai segueixen el mateix patró de funcionament, però canvien el lloc, la duració i la tipologia d'activitat.
Entre les diferents activitats que es poden fer en un esplai, en destaquen les següents:
- El joc, com a element clau en el desenvolupament personal i interpersonal.
- El taller.
- L'excursió, com a descoberta de l'entorn i el medi natural.
- L'esport.
- La convivència.
- la implicació personal, la participació i la presa de responsabilitats en el desenvolupament de l'activitat.

Els centres d'esplai treballen amb la intenció de ser un servei per a la comunitat més propera, amb el consentiment dels pares i mares, i amb l'objectiu de formar infants i joves per aconseguir que creixin com a persones des d'una perspectiva integral que té en compte el compromís social amb l'entorn.

## Plantejament educatiu
Cada entitat disposa d'un ideari, recull general on s'exposen els valors que com a entitat es consideren importants i que es transmetran.
Per complir l'ideari, l'entitat elabora un Projecte Educatiu de Centre (PEC), on s'analitza l'entorn social i es concreten les línies a seguir per assolir els objectius educatius a llarg termini.
El següent nivell de concreció és el Projecte Anual de Centre (PAC), on es marquen objectius referents a cada grup d'edat i a diversos aspectes de l'entitat en general, com podria ser l'equip de monitors, la relació amb els pares i mares o el teixit associatiu.
A partir del PAC existeix una metodologia pedagògica per traslladar els objectius generals a les activitats concretes. Tot això no vol dir que necessàriament les activitats siguin inflexibles, sinó que han de ser constantment adaptades a les necessitats reals de la colla d'infants o joves que n'és receptora. Tota la concreció serveix com a guia per determinar si existeixen mancances en àmbits concrets del desenvolupament integral de cada participant en les activitats.

## Història
Tot i que els esplais com a tal es comencen a reconèixer cap a la dècada de 1960, les arrels es remunten a 1876 amb l'organització a Appenzell de les primeres colònies escolars pel pastor suís Walter Bion. Originàriament, aquestes colònies tenien una intenció higienista, tot i que amb el temps van adoptar una base pedagògica més àmplia. Aquesta iniciativa va influenciar l'organització del primer campament escolta a l'illa de Brownsea per Robert Baden-Powell de l'1 al 9 d'agost de 1907.
Les primeres colònies arribaren a la península Ibèrica el 1887 de la mà del Museo Pedagógico de Madrid, i a Catalunya el 1893 per part de la Societat Barcelonesa d'Amics del País. L'escoltisme arriba a Catalunya de la mà de Josep Maria Batista i Roca amb el primer campament organitzat el 1928 a la Salut del Papiol. Durant la segona república el moviment escolta va prendre força i va aplicar nous corrents pedagògics. Durant el franquisme tota l'activitat es va veure forçada a la clandestinitat, fins que durant els anys 1970 el moviment va revifar es van crear progressivament noves associacions d'esplais.